# Boris Denič
Boris Denič, slovenski rokometaš in trener, * 12. september 1967. 
Denič je bil rokometni vratar. Po končani igralski karieri se je posvetil treniranju. Med letoma 2010 in 2015 je vodil slovensko izbrano vrsto in jo popeljal do nekaj zelo dobrih uvrstitev na največjih tekmovanjih. 

## Igralna kariera

### Reprezentanca
V 1990. letih je branil za selekcijo Slovenije. Bil je udeleženec Svetovnega prvenstva 1995, ki je bilo za Slovenijo prvo tovrstno tekmovanje na katerem je nastopila. Zasedli so 18. mesto med 24 sodelujočimi državnimi ekipami. Poleg tega je nastopil tudi na prvih dveh evropskih prvenstvih na katerih je sodelovala Slovenija. Prvo je bilo EP 1994, na katerem so zasedli deseto mesto, in drugo EP 1996, na katerem so bili uvrščeni na predzadnje, 11. mesto med 12 sodelujočimi.
Zbral je skupno 52 nastopov za reprezentanco in dosegel tudi dva zadetka.

## Trener

### Klub
Konec leta 2014 je prevzel vodenje RK Maribor Branik. Na tej poziciji je ostal slabo leto dni in oktobra 2015 po več slabih rezultatih klub zapustil.
V avgustu 2016 je sprejel treniranje katarskega kluba Al Quiada.

### Reprezentanca Slovenije
V selekciji Slovenije je najprej deloval kot pomočnik selektorja od leta 2006 dalje. Tako je bil pomožni trener kar trem selektorjem, Kasima Kamenice, Mira Požuna in Zvonimirja Serdarušića. Zatem je leta 2010 po štirih letih delovanja kot pomočnik bil postavljen za glavnega trenerja. In izbrano vrsto vodil naslednjih pet let, kar je bil dotedanji najdaljši mandat kakega selektorja na slovenski klopi. Slovenijo je popeljal na tri velika tekmovanja ter na vseh požel dokajšen uspeh. Najprej jo je vodil na Evropskem prvenstvu 2012 kjer so zasedli dobro šesto mesto. Leto zatem je na Svetovnem prvenstvu 2013 dosegel največji uspeh, ko so prišli prvič v zgodovini do polfinala ter na koncu zasedli četrto mesto. Zadnje veliko tekmovanje je bilo Svetovno prvenstvo 2015, ko so z osmim mestom prišli do drugega najboljšega dotedanjega rezultata na tovrstnem tekmovanju. V maju leta 2015 je bil s strani RZS sporazumno odstavljen.